# Grapa (Konstancin-Jeziorna)
Grapa – część miasta i osiedle mieszkaniowe w Konstancinie-Jeziornie. Wybudowane na skarpie pradoliny Wisły, częściowo na terenach dawnej Jeziorny Oborskiej oraz w miejscu przedwojennego parku, po obu stronach obecnej ul. Wilanowskiej. Nazwa Grapa to staropolskie określenie skarpy. 
Osiedle składa się głównie z budynków wielorodzinnych, przeznaczonych pierwotnie dla pracowników Warszawskich Zakładów Papierniczych w Mirkowie po obu stronach obecnej ul. Wilanowskiej. Budowę bloków mieszkalnych rozpoczęto w roku 1950 po wschodniej stronie obecnej Wilanowskiej. Kontynuowano ją przez całe lata 50. i 60. wzdłuż Wilanowskiej oraz wokół ulic Mickiewicza, a potem także Sobieskiego. Pomiędzy blokami stoją pojedyncze przedwojenne wille, m.in. „Quo Vadis”, „Gryf” czy „Zameczek” przy ul. Sobieskiego. 
Znajdują się tutaj między innymi:
- Centrum handlowe „Stara Papiernia“ (nad Jeziorką, u zbiegu ul. Warszawskiej i Wojska Polskiego
- Filia Biblioteki Miejskiej (w willi „Gryf“)
- Przychodnia lekarska
- Targowisko miejskie (przy ul. Wojska Polskiego)